# Oxira nigrivena
Oxira nigrivena là một loài bướm đêm trong họ Noctuidae.